# Olympische Sommerspiele 2024/Surfen – Shortboard (Frauen)
Der Surfwettbewerb mit dem Shortboard der Frauen bei den Olympischen Spielen 2024 in Paris fand vom 27. Juli bis zum 6. August statt. Aufgrund der Wellenbedingungen wurde der Wettbewerb um einige Tage verlängert. Austragungsort war der Surfort Teahupoʻo auf Tahiti in Französisch-Polynesien. Erste Olympiasiegerin im Surfen wurde in Tokio die US-Amerikanerin Carissa Moore, die somit Titelverteidigerin war.

## Titelträgerinnen
| Olympische Spiele 2020       | Carissa Moore       | Tokio             |
| ISA World Surfing Games 2024 | Sally Fitzgibbons   | Arecibo           |
| Panamerikanische Spiele 2023 | Tatiana Weston-Webb | Santiago de Chile |
| Eurosurf 2023                | Mafalda Lopes       | Ericeira          |

## Qualifikation
Die erreichten Quotenplätze im Surfen waren größtenteils an den entsprechenden Athletinnen gebunden. Die acht besten Frauen der World Surf League 2023 erhielten einen Quotenplatz. Bei den ISA World Surfing Games 2023 erhielt die beste Athletin jedes Kontinents einen Startplatz, mit Ausnahme Amerikas. Der kontinentale Startplatz Panamerikas wurde im Rahmen der Panamerikanischen Spiele 2023 vergeben. Zudem erhielten die besten acht noch nicht qualifizierten Athletinnen der ISA World Surfing Games 2024 ein Ticket für die Olympischen Spiele. Das beste Team der ISA World Surfing Games 2022 und der ISA World Surfing Games 2024 durfte jeweils eine zusätzliche Starterin benennen. Das Feld wurde durch eine vergebene Wildcard komplettiert.

## Ergebnisse

### Runde 1
Lauf 1
| Rang | Athletin            | Nation             | Wellen | Wellen | Wellen | Wellen | Wellen | Ergebnis | Anm.         |
| Rang | Athletin            | Nation             | 1      | 2      | 3      | 4      | 5      | Ergebnis | Anm.         |
| ---- | ------------------- | ------------------ | ------ | ------ | ------ | ------ | ------ | -------- | ------------ |
| 1    | Caroline Marks [9]  | Vereinigte Staaten | 2,00   | 8,50   | 1,50   | 2,37   | 9,43   | 17,93    | Achtelfinale |
| 2    | Sarah Baum [17]     | Südafrika          | 1,00   | 5,67   | 2,80   | 2,73   | 0,27   | 8,47     | Runde 2      |
| 3    | Yolanda Hopkins [8] | Portugal           | 2,50   | 4,50   | 0,60   | 0,60   | 0,20   | 7,00     | Runde 2      |

Lauf 2
| Rang | Athletin             | Nation     | Wellen | Wellen | Wellen | Wellen | Wellen | Wellen | Wellen | Wellen | Ergebnis | Anm.         |
| Rang | Athletin             | Nation     | 1      | 2      | 3      | 4      | 5      | 6      | 7      | 8      | Ergebnis | Anm.         |
| ---- | -------------------- | ---------- | ------ | ------ | ------ | ------ | ------ | ------ | ------ | ------ | -------- | ------------ |
| 1    | Vahiné Fierro [21]   | Frankreich | 1,33   | 6,17   | 2,43   | 5,00   |        |        |        |        | 11,17    | Achtelfinale |
| 2    | Sol Aguirre [4]      | Peru       | 0,43   | 0,20   | 1,10   | 0,70   | 1,90   | 0,63   | 2,40   | 1,10   | 4,30     | Runde 2      |
| 3    | Janire González [13] | Spanien    | 0,70   | 0,97   | 1,30   | 1,13   |        |        |        |        | 2,43     | Runde 2      |

Lauf 3
| Rang | Athletin          | Nation     | Wellen | Wellen | Wellen | Wellen | Wellen | Wellen | Wellen | Ergebnis | Anm.         |
| Rang | Athletin          | Nation     | 1      | 2      | 3      | 4      | 5      | 6      | 7      | Ergebnis | Anm.         |
| ---- | ----------------- | ---------- | ------ | ------ | ------ | ------ | ------ | ------ | ------ | -------- | ------------ |
| 1    | Tyler Wright [20] | Australien | 1,17   | 4,17   | 3,50   | 2,33   | 1,27   | 3,20   | 2,07   | 7,67     | Achtelfinale |
| 2    | Anat Lelior [5]   | Israel     | 0,50   | 0,43   | 3,23   | 2,20   |        |        |        | 5,43     | Runde 2      |
| 3    | Sanoa Olin [12]   | Kanada     | 2,83   | 2,00   | 1,67   | 0,50   |        |        |        | 4,83     | Runde 2      |

Lauf 4
| Rang | Athletin                | Nation             | Wellen | Wellen | Wellen | Wellen | Wellen | Wellen | Ergebnis | Anm.         |
| Rang | Athletin                | Nation             | 1      | 2      | 3      | 4      | 5      | 6      | Ergebnis | Anm.         |
| ---- | ----------------------- | ------------------ | ------ | ------ | ------ | ------ | ------ | ------ | -------- | ------------ |
| 1    | Caitlin Simmers [24]    | Vereinigte Staaten | 1,83   | 6,50   | 0,50   | 6,43   | 1,40   | 3,83   | 12,93    | Achtelfinale |
| 2    | Tatiana Weston-Webb [1] | Brasilien          | 5,83   | 1,93   | 0,23   | 4,50   |        |        | 10,33    | Runde 2      |
| 3    | Molly Picklum [16]      | Australien         | 1,57   | 0,93   | 2,67   | 5,77   |        |        | 8,44     | Runde 2      |

Lauf 5
| Rang | Athletin               | Nation     | Wellen | Wellen | Wellen | Wellen | Wellen | Ergebnis | Anm.         |
| Rang | Athletin               | Nation     | 1      | 2      | 3      | 4      | 5      | Ergebnis | Anm.         |
| ---- | ---------------------- | ---------- | ------ | ------ | ------ | ------ | ------ | -------- | ------------ |
| 1    | Brisa Hennessy [15]    | Costa Rica | 8,33   | 3,33   | 6,50   | 7,23   |        | 15,56    | Achtelfinale |
| 2    | Johanne Defay [2]      | Frankreich | 0,33   | 2,33   | 2,33   | 5,00   | 4,50   | 9,50     | Runde 2      |
| 3    | Candelaria Resano [23] | Nicaragua  | 0,83   | 1,33   | 3,43   | 6,00   | 0,50   | 9,43     | Runde 2      |

Lauf 6
| Rang | Athletin          | Nation      | Wellen | Wellen | Wellen | Wellen | Wellen | Ergebnis | Anm.         |
| Rang | Athletin          | Nation      | 1      | 2      | 3      | 4      | 5      | Ergebnis | Anm.         |
| ---- | ----------------- | ----------- | ------ | ------ | ------ | ------ | ------ | -------- | ------------ |
| 1    | Luana Silva [19]  | Brasilien   | 1,00   | 2,77   | 4,50   |        |        | 7,27     | Achtelfinale |
| 2    | Tainá Hinckel [6] | Brasilien   | 0,57   | 2,50   | 1,70   | 2,83   | 2,90   | 5,73     | Runde 2      |
| 3    | Camilla Kemp [11] | Deutschland | 2,00   | 0,53   | 0,80   | 0,20   |        | 2,80     | Runde 2      |

Lauf 7
| Rang | Athletin            | Nation     | Wellen | Wellen | Wellen | Wellen | Wellen | Ergebnis | Anm.         |
| Rang | Athletin            | Nation     | 1      | 2      | 3      | 4      | 5      | Ergebnis | Anm.         |
| ---- | ------------------- | ---------- | ------ | ------ | ------ | ------ | ------ | -------- | ------------ |
| 1    | Nadia Erostarbe [3] | Spanien    | 8,33   | 3,83   | 3,57   | 5,50   | 1,63   | 13,83    | Achtelfinale |
| 2    | Saffi Vette [22]    | Neuseeland | 2,33   | 4,73   | 2,77   |        |        | 7,50     | Runde 2      |
| 3    | Yang Siqi [14]      | China      | 2,50   | 1,00   | 0,80   | 2,90   | 0,33   | 5,40     | Runde 2      |

Lauf 8
| Rang | Athletin             | Nation             | Wellen | Wellen | Wellen | Wellen | Wellen | Wellen | Ergebnis | Anm.         |
| Rang | Athletin             | Nation             | 1      | 2      | 3      | 4      | 5      | 6      | Ergebnis | Anm.         |
| ---- | -------------------- | ------------------ | ------ | ------ | ------ | ------ | ------ | ------ | -------- | ------------ |
| 1    | Carissa Moore [7]    | Vereinigte Staaten | 3,83   | 6,17   | 9,00   | 7,50   |        |        | 16,50    | Achtelfinale |
| 2    | Shino Matsuda [18]   | Japan              | 0,63   | 8,33   | 2,33   | 1,07   | 2,83   |        | 11,16    | Runde 2      |
| 3    | Teresa Bonvalot [10] | Portugal           | 5,17   | 0,27   | 5,17   | 0,87   | 3,60   | 1,47   | 10,34    | Runde 2      |

### Runde 2
Lauf 1
| Rang | Athletin        | Nation | Wellen | Wellen | Wellen | Wellen | Wellen | Ergebnis | Anm.         |
| Rang | Athletin        | Nation | 1      | 2      | 3      | 4      | 5      | Ergebnis | Anm.         |
| ---- | --------------- | ------ | ------ | ------ | ------ | ------ | ------ | -------- | ------------ |
| 1    | Yang Siqi [14]  | China  | 3,00   | 4,50   | 0,70   | 2,90   | 4,17   | 8,67     | Achtelfinale |
| 2    | Sol Aguirre [4] | Peru   | 2,00   | 2,50   | 0,73   | 1,33   |        | 4,50     |              |

Lauf 2
| Rang | Athletin          | Nation      | Wellen | Wellen | Wellen | Wellen | Wellen | Wellen | Wellen | Wellen | Wellen | Ergebnis | Anm.         |
| Rang | Athletin          | Nation      | 1      | 2      | 3      | 4      | 5      | 6      | 7      | 8      | 9      | Ergebnis | Anm.         |
| ---- | ----------------- | ----------- | ------ | ------ | ------ | ------ | ------ | ------ | ------ | ------ | ------ | -------- | ------------ |
| 1    | Sarah Baum [17]   | Südafrika   | 0,53   | 1,00   | 0,23   | 2,47   | 4,83   | 5,67   | 0,77   | 0,13   | 1,73   | 10,50    | Achtelfinale |
| 2    | Camilla Kemp [11] | Deutschland | 0,37   | 2,17   | 0,70   | 1,60   | 2,77   | 0,30   |        |        |        | 4,94     |              |

Lauf 3
| Rang | Athletin             | Nation   | Wellen | Wellen | Wellen | Wellen | Wellen | Ergebnis | Anm.         |
| Rang | Athletin             | Nation   | 1      | 2      | 3      | 4      | 5      | Ergebnis | Anm.         |
| ---- | -------------------- | -------- | ------ | ------ | ------ | ------ | ------ | -------- | ------------ |
| 1    | Shino Matsuda [18]   | Japan    | 1,60   | 2,10   | 0,57   | 7,67   |        | 9,77     | Achtelfinale |
| 2    | Teresa Bonvalot [10] | Portugal | 1,50   | 3,67   | 0,63   | 3,17   | 1,20   | 6,84     |              |

Lauf 4
| Rang | Athletin           | Nation     | Wellen | Wellen | Wellen | Wellen | Wellen | Wellen | Ergebnis | Anm.         |
| Rang | Athletin           | Nation     | 1      | 2      | 3      | 4      | 5      | 6      | Ergebnis | Anm.         |
| ---- | ------------------ | ---------- | ------ | ------ | ------ | ------ | ------ | ------ | -------- | ------------ |
| 1    | Johanne Defay [2]  | Frankreich | 2,83   | 4,00   | 7,83   | 1,00   | 3,93   | 1,00   | 11,83    | Achtelfinale |
| 2    | Molly Picklum [16] | Australien | 1,00   | 5,83   | 0,67   | 1,60   |        |        | 7,43     |              |

Lauf 5
| Rang | Athletin                | Nation    | Wellen | Wellen | Wellen | Wellen | Ergebnis | Anm.         |
| Rang | Athletin                | Nation    | 1      | 2      | 3      | 4      | Ergebnis | Anm.         |
| ---- | ----------------------- | --------- | ------ | ------ | ------ | ------ | -------- | ------------ |
| 1    | Tatiana Weston-Webb [1] | Brasilien | 5,50   | 2,83   | 4,00   | 1,33   | 9,50     | Achtelfinale |
| 2    | Candelaria Resano [23]  | Nicaragua | 0,87   | 1,43   | 1,87   | 0,93   | 3,30     |              |

Lauf 6
| Rang | Athletin            | Nation     | Wellen | Wellen | Wellen | Wellen | Wellen | Ergebnis | Anm.         |
| Rang | Athletin            | Nation     | 1      | 2      | 3      | 4      | 5      | Ergebnis | Anm.         |
| ---- | ------------------- | ---------- | ------ | ------ | ------ | ------ | ------ | -------- | ------------ |
| 1    | Yolanda Hopkins [8] | Portugal   | 0,17   | 0,77   | 3,67   | 1,00   | 0,33   | 4,67     | Achtelfinale |
| 2    | Saffi Vette [22]    | Neuseeland | 0,27   | 0,43   | 0,60   | 0,67   |        | 1,27     |              |

Lauf 7
| Rang | Athletin          | Nation    | Wellen | Wellen | Wellen | Wellen | Wellen | Ergebnis | Anm.         |
| Rang | Athletin          | Nation    | 1      | 2      | 3      | 4      | 5      | Ergebnis | Anm.         |
| ---- | ----------------- | --------- | ------ | ------ | ------ | ------ | ------ | -------- | ------------ |
| 1    | Tainá Hinckel [6] | Brasilien | 3,23   | 3,30   | 3,80   |        |        | 7,10     | Achtelfinale |
| 2    | Sanoa Olin [12]   | Kanada    | 3,50   | 2,50   | 2,10   | 2,80   | 0,43   | 6,30     |              |

Lauf 8
| Rang | Athletin             | Nation  | Wellen | Wellen | Wellen | Wellen | Wellen | Ergebnis | Anm.         |
| Rang | Athletin             | Nation  | 1      | 2      | 3      | 4      | 5      | Ergebnis | Anm.         |
| ---- | -------------------- | ------- | ------ | ------ | ------ | ------ | ------ | -------- | ------------ |
| 1    | Anat Lelior [5]      | Israel  | 6,50   | 0,93   | 3,17   | 3,33   | 4,50   | 11,00    | Achtelfinale |
| 2    | Janire González [13] | Spanien | 0,20   | 2,50   | 0,30   |        |        | 2,80     |              |

### Finalrunde
|  | Achtelfinale | Achtelfinale        | Achtelfinale        |                     |                     | Viertelfinale   | Viertelfinale   | Viertelfinale   |      |  | Halbfinale | Halbfinale | Halbfinale |  |  | Finale | Finale | Finale |
|  |              |                     |                     |                     |                     |                 |                 |                 |      |  |            |            |            |  |  |        |        |        |
|  | 9            | Caroline Marks      | 6,93                |                     |                     |                 |                 |                 |      |  |            |            |            |  |  |        |        |        |
|  | 14           | Yang Siqi           | 1,63                |                     |                     |                 |                 |                 |      |  |            |            |            |  |  |        |        |        |
|  | 14           | Yang Siqi           | 1,63                | 9                   | Caroline Marks      | 7,77            |                 |                 |      |  |            |            |            |  |  |        |        |        |
|  |              |                     |                     | 9                   | Caroline Marks      | 7,77            |                 |                 |      |  |            |            |            |  |  |        |        |        |
|  |              |                     | 20                  | Tyler Wright        | 5,37                |                 |                 |                 |      |  |            |            |            |  |  |        |        |        |
|  | 20           | Tyler Wright        | 20                  | Tyler Wright        | 5,37                | 11,10           |                 |                 |      |  |            |            |            |  |  |        |        |        |
|  | 20           | Tyler Wright        |                     |                     |                     | 11,10           |                 |                 |      |  |            |            |            |  |  |        |        |        |
|  | 5            | Anat Lelior         | 7,74                |                     |                     |                 |                 |                 |      |  |            |            |            |  |  |        |        |        |
|  | 5            | Anat Lelior         | 7,74                | 9                   | Caroline Marks      | 12,17           |                 |                 |      |  |            |            |            |  |  |        |        |        |
|  |              |                     |                     | 9                   | Caroline Marks      | 12,17           |                 |                 |      |  |            |            |            |  |  |        |        |        |
|  |              | 2                   | Johanne Defay       | 12,17               |                     |                 |                 |                 |      |  |            |            |            |  |  |        |        |        |
|  | 21           | 2                   | Johanne Defay       | 12,17               | Vahiné Fierro       | 7,54            |                 |                 |      |  |            |            |            |  |  |        |        |        |
|  | 21           |                     |                     |                     | Vahiné Fierro       | 7,54            |                 |                 |      |  |            |            |            |  |  |        |        |        |
|  | 2            | Johanne Defay       | 9,00                |                     |                     |                 |                 |                 |      |  |            |            |            |  |  |        |        |        |
|  | 2            | Johanne Defay       | 9,00                | 2                   | Johanne Defay       | 10,34           |                 |                 |      |  |            |            |            |  |  |        |        |        |
|  |              |                     |                     | 2                   | Johanne Defay       | 10,34           |                 |                 |      |  |            |            |            |  |  |        |        |        |
|  |              |                     | 7                   | Carissa Moore       | 6,50                |                 |                 |                 |      |  |            |            |            |  |  |        |        |        |
|  | 7            | Carissa Moore       | 7                   | Carissa Moore       | 6,50                | 8,16            |                 |                 |      |  |            |            |            |  |  |        |        |        |
|  | 7            | Carissa Moore       |                     |                     |                     |                 |                 |                 |      |  |            |            |            |  |  |        |        |        |
|  | 17           | Sarah Baum          | 3,87                |                     |                     |                 |                 |                 |      |  |            |            |            |  |  |        |        |        |
|  | 17           | Sarah Baum          | 3,87                | 9                   | Caroline Marks      | 10,50           |                 |                 |      |  |            |            |            |  |  |        |        |        |
|  |              |                     |                     |                     |                     |                 |                 |                 |      |  |            |            |            |  |  |        |        |        |
|  |              | 1                   | Tatiana Weston-Webb | 10,33               |                     |                 |                 |                 |      |  |            |            |            |  |  |        |        |        |
|  | 3            | 1                   | Tatiana Weston-Webb | 10,33               | Nadia Erostarbe     | 8,34            |                 |                 |      |  |            |            |            |  |  |        |        |        |
|  | 3            |                     |                     |                     | Nadia Erostarbe     | 8,34            |                 |                 |      |  |            |            |            |  |  |        |        |        |
|  | 18           | Shino Matsuda       | 5,84                |                     |                     |                 |                 |                 |      |  |            |            |            |  |  |        |        |        |
|  | 18           | Shino Matsuda       | 5,84                | 3                   | Nadia Erostarbe     | 6,34            |                 |                 |      |  |            |            |            |  |  |        |        |        |
|  |              |                     |                     | 3                   | Nadia Erostarbe     | 6,34            |                 |                 |      |  |            |            |            |  |  |        |        |        |
|  |              |                     | 1                   | Tatiana Weston-Webb | 8,10                |                 |                 |                 |      |  |            |            |            |  |  |        |        |        |
|  | 24           | Caitlin Simmers     | 1                   | Tatiana Weston-Webb | 8,10                | 1,93            |                 |                 |      |  |            |            |            |  |  |        |        |        |
|  | 24           | Caitlin Simmers     |                     |                     |                     | 1,93            |                 |                 |      |  |            |            |            |  |  |        |        |        |
|  | 1            | Tatiana Weston-Webb | 12,34               |                     |                     |                 |                 |                 |      |  |            |            |            |  |  |        |        |        |
|  | 1            | Tatiana Weston-Webb | 12,34               | 1                   | Tatiana Weston-Webb | 13,66           |                 |                 |      |  |            |            |            |  |  |        |        |        |
|  |              |                     |                     | 1                   | Tatiana Weston-Webb | 13,66           |                 |                 |      |  |            |            |            |  |  |        |        |        |
|  |              | 15                  | Brisa Hennessy      | 6,17                |                     |                 |                 |                 |      |  |            |            |            |  |  |        |        |        |
|  | 19           | 15                  | Brisa Hennessy      | 6,17                | Luana Silva         | 6,77            |                 |                 |      |  |            |            |            |  |  |        |        |        |
|  | 19           |                     |                     |                     |                     |                 |                 |                 |      |  |            |            |            |  |  |        |        |        |
|  | 6            | Tainá Hinckel       | 5,93                |                     |                     | Duell um Bronze | Duell um Bronze | Duell um Bronze |      |  |            |            |            |  |  |        |        |        |
|  | 6            | Tainá Hinckel       | 5,93                | 19                  | Luana Silva         | Duell um Bronze | Duell um Bronze | Duell um Bronze | 5,47 |  |            |            |            |  |  |        |        |        |
|  |              |                     |                     | 19                  | Luana Silva         | 2               | Johanne Defay   | 12,66           | 5,47 |  |            |            |            |  |  |        |        |        |
|  |              |                     | 15                  | Brisa Hennessy      | 6,37                | 2               | Johanne Defay   | 12,66           |      |  |            |            |            |  |  |        |        |        |
|  | 15           | Brisa Hennessy      | 15                  | Brisa Hennessy      | 6,37                | 12,34           | 15              | Brisa Hennessy  | 4,93 |  |            |            |            |  |  |        |        |        |
|  | 15           | Brisa Hennessy      |                     |                     |                     |                 |                 | Brisa Hennessy  | 4,93 |  |            |            |            |  |  |        |        |        |
|  | 8            | Yolanda Hopkins     | 9,90                |                     |                     |                 |                 |                 |      |  |            |            |            |  |  |        |        |        |

#### Achtelfinale
Lauf 1
| Rang | Athletin           | Nation             | Wellen | Wellen | Wellen | Wellen | Ergebnis | Anm.          |
| Rang | Athletin           | Nation             | 1      | 2      | 3      | 4      | Ergebnis | Anm.          |
| ---- | ------------------ | ------------------ | ------ | ------ | ------ | ------ | -------- | ------------- |
| 1    | Caroline Marks [9] | Vereinigte Staaten | 2,00   | 2,60   | 4,33   | 0,37   | 6,93     | Viertelfinale |
| 2    | Yang Siqi [14]     | China              | 0,50   | 1,00   | 0,20   | 0,63   | 1,63     |               |

Lauf 2
| Rang | Athletin          | Nation     | Wellen | Wellen | Wellen | Wellen | Wellen | Wellen | Wellen | Wellen | Wellen | Ergebnis | Anm.          |
| Rang | Athletin          | Nation     | 1      | 2      | 3      | 4      | 5      | 6      | 7      | 8      | 9      | Ergebnis | Anm.          |
| ---- | ----------------- | ---------- | ------ | ------ | ------ | ------ | ------ | ------ | ------ | ------ | ------ | -------- | ------------- |
| 1    | Tyler Wright [20] | Australien | 5,83   | 2,67   | 0,70   | 2,60   | 2,43   | 2,50   | 0,33   | 1,23   | 5,27   | 11,10    | Viertelfinale |
| 2    | Anat Lelior [5]   | Israel     | 0,50   | 4,67   | 1,07   | 3,07   | 0,80   | 0,97   | 1,93   | 0,43   |        | 7,74     |               |

Lauf 3
| Rang | Athletin           | Nation     | Wellen | Wellen | Wellen | Wellen | Wellen | Wellen | Wellen | Ergebnis | Anm.          |
| Rang | Athletin           | Nation     | 1      | 2      | 3      | 4      | 5      | 6      | 7      | Ergebnis | Anm.          |
| ---- | ------------------ | ---------- | ------ | ------ | ------ | ------ | ------ | ------ | ------ | -------- | ------------- |
| 1    | Johanne Defay [2]  | Frankreich | 3,00   | 0,57   | 3,33   | 2,20   | 5,00   | 4,00   | 3,07   | 9,00     | Viertelfinale |
| 2    | Vahiné Fierro [21] | Frankreich | 3,77   | 1,77   | 3,77   | 2,23   | 1,93   | 1,43   |        | 7,54     |               |

Lauf 4
| Rang | Athletin          | Nation             | Wellen | Wellen | Wellen | Wellen | Wellen | Wellen | Ergebnis | Anm.          |
| Rang | Athletin          | Nation             | 1      | 2      | 3      | 4      | 5      | 6      | Ergebnis | Anm.          |
| ---- | ----------------- | ------------------ | ------ | ------ | ------ | ------ | ------ | ------ | -------- | ------------- |
| 1    | Carissa Moore [7] | Vereinigte Staaten | 2,50   | 3,83   | 0,50   | 0,77   | 2,30   | 4,33   | 8,16     | Viertelfinale |
| 2    | Sarah Baum [17]   | Südafrika          | 1,87   | 0,50   | 2,00   | 0,77   |        |        | 3,87     |               |

Lauf 5
| Rang | Athletin            | Nation  | Wellen | Wellen | Wellen | Wellen | Wellen | Ergebnis | Anm.          |
| Rang | Athletin            | Nation  | 1      | 2      | 3      | 4      | 5      | Ergebnis | Anm.          |
| ---- | ------------------- | ------- | ------ | ------ | ------ | ------ | ------ | -------- | ------------- |
| 1    | Nadia Erostarbe [3] | Spanien | 3,50   | 0,50   | 4,77   | 0,77   | 3,57   | 8,34     | Viertelfinale |
| 2    | Shino Matsuda [18]  | Japan   | 2,67   | 3,17   |        |        |        | 5,84     |               |

Lauf 6
| Rang | Athletin                | Nation             | Wellen | Wellen | Wellen | Wellen | Wellen | Ergebnis | Anm.          |
| Rang | Athletin                | Nation             | 1      | 2      | 3      | 4      | 5      | Ergebnis | Anm.          |
| ---- | ----------------------- | ------------------ | ------ | ------ | ------ | ------ | ------ | -------- | ------------- |
| 1    | Tatiana Weston-Webb [1] | Brasilien          | 0,30   | 6,17   | 6,17   | 3,33   | 0,20   | 12,34    | Viertelfinale |
| 2    | Caitlin Simmers [24]    | Vereinigte Staaten | 0,27   | 1,50   | 0,43   |        |        | 1,93     |               |

Lauf 7
| Rang | Athletin          | Nation    | Wellen | Wellen | Wellen | Wellen | Wellen | Ergebnis | Anm.          |
| Rang | Athletin          | Nation    | 1      | 2      | 3      | 4      | 5      | Ergebnis | Anm.          |
| ---- | ----------------- | --------- | ------ | ------ | ------ | ------ | ------ | -------- | ------------- |
| 1    | Luana Silva [19]  | Brasilien | 2,50   | 2,17   | 3,50   | 3,27   |        | 6,77     | Viertelfinale |
| 2    | Tainá Hinckel [6] | Brasilien | 0,80   | 1,77   | 2,93   | 3,00   | 0,17   | 5,93     |               |

Lauf 8
| Rang | Athletin            | Nation     | Wellen | Wellen | Wellen | Wellen | Wellen | Wellen | Wellen | Wellen | Ergebnis | Anm.          |
| Rang | Athletin            | Nation     | 1      | 2      | 3      | 4      | 5      | 6      | 7      | 8      | Ergebnis | Anm.          |
| ---- | ------------------- | ---------- | ------ | ------ | ------ | ------ | ------ | ------ | ------ | ------ | -------- | ------------- |
| 1    | Brisa Hennessy [15] | Costa Rica | 0,83   | 4,17   | 7,67   | 0,50   | 2,17   | 0,50   | 2,57   | 4,67   | 12,34    | Viertelfinale |
| 2    | Yolanda Hopkins [8] | Portugal   | 6,33   | 3,57   | 1,33   | 1,83   | 1,60   |        |        |        | 9,90     |               |

#### Viertelfinale
Lauf 1
| Rang | Athletin           | Nation             | Wellen | Wellen | Wellen | Wellen | Wellen | Wellen | Ergebnis | Anm.       |
| Rang | Athletin           | Nation             | 1      | 2      | 3      | 4      | 5      | 6      | Ergebnis | Anm.       |
| ---- | ------------------ | ------------------ | ------ | ------ | ------ | ------ | ------ | ------ | -------- | ---------- |
| 1    | Caroline Marks [9] | Vereinigte Staaten | 4,00   | 2,33   | 2,17   | 0,20   | 3,77   | 0,50   | 7,77     | Halbfinale |
| 2    | Tyler Wright [20]  | Australien         | 1,00   | 3,50   | 1,87   | 0,87   |        |        | 5,37     |            |

Lauf 2
| Rang | Athletin          | Nation             | Wellen | Wellen | Wellen | Wellen | Wellen | Wellen | Ergebnis | Anm.       |
| Rang | Athletin          | Nation             | 1      | 2      | 3      | 4      | 5      | 6      | Ergebnis | Anm.       |
| ---- | ----------------- | ------------------ | ------ | ------ | ------ | ------ | ------ | ------ | -------- | ---------- |
| 1    | Johanne Defay [2] | Frankreich         | 5,67   | 1,90   | 4,67   | 0,60   | 2,17   | 4,50   | 10,34    | Halbfinale |
| 2    | Carissa Moore [7] | Vereinigte Staaten | 0,50   | 3,00   | 3,50   | 1,00   | 1,97   |        | 6,50     |            |

Lauf 3
| Rang | Athletin                | Nation    | Wellen | Wellen | Wellen | Wellen | Wellen | Wellen | Wellen | Ergebnis | Anm.       |
| Rang | Athletin                | Nation    | 1      | 2      | 3      | 4      | 5      | 6      | 7      | Ergebnis | Anm.       |
| ---- | ----------------------- | --------- | ------ | ------ | ------ | ------ | ------ | ------ | ------ | -------- | ---------- |
| 1    | Tatiana Weston-Webb [1] | Brasilien | 3,33   | 2,67   | 0,50   | 3,03   | 1,23   | 3,60   | 4,50   | 8,10     | Halbfinale |
| 2    | Nadia Erostarbe [3]     | Spanien   | 0,20   | 0,37   | 0,50   | 2,77   | 3,57   | 0,83   |        | 6,34     |            |

Lauf 4
| Rang | Athletin            | Nation     | Wellen | Wellen | Wellen | Wellen | Wellen | Wellen | Ergebnis | Anm.       |
| Rang | Athletin            | Nation     | 1      | 2      | 3      | 4      | 5      | 6      | Ergebnis | Anm.       |
| ---- | ------------------- | ---------- | ------ | ------ | ------ | ------ | ------ | ------ | -------- | ---------- |
| 1    | Brisa Hennessy [15] | Costa Rica | 2,33   | 0,47   | 3,17   | 3,20   | 0,37   |        | 6,37     | Halbfinale |
| 2    | Luana Silva [19]    | Brasilien  | 0,30   | 0,27   | 0,57   | 2,23   | 2,57   | 2,90   | 5,47     |            |

#### Halbfinale
Lauf 1
| Rang | Athletin           | Nation             | Wellen | Wellen | Wellen | Wellen | Wellen | Wellen | Ergebnis | Anm.            |
| Rang | Athletin           | Nation             | 1      | 2      | 3      | 4      | 5      | 6      | Ergebnis | Anm.            |
| ---- | ------------------ | ------------------ | ------ | ------ | ------ | ------ | ------ | ------ | -------- | --------------- |
| 1    | Caroline Marks [9] | Vereinigte Staaten | 5,17   | 5,00   | 7,00   | 0,47   |        |        | 12,17    | Finale          |
| 2    | Johanne Defay [2]  | Frankreich         | 5,67   | 4,00   | 3,00   | 0,47   | 6,50   | 3,30   | 12,17    | Duell um Bronze |

Lauf 2
| Rang | Athletin                | Nation     | Wellen | Wellen | Wellen   | Wellen | Wellen | Wellen | Ergebnis | Anm.            |
| Rang | Athletin                | Nation     | 1      | 2      | 3        | 4      | 5      | 6      | Ergebnis | Anm.            |
| ---- | ----------------------- | ---------- | ------ | ------ | -------- | ------ | ------ | ------ | -------- | --------------- |
| 1    | Tatiana Weston-Webb [1] | Brasilien  | 2,67   | 0,57   | 5,33     | 4,00   | 5,30   | 8,33   | 13,66    | Finale          |
| 2    | Brisa Hennessy [15]     | Costa Rica | 1,93   | 0,00*  | 4,83 PEN | 6,17   | 0,33   |        | 6,17     | Duell um Bronze |

#### Duell um Bronze
Das Duell um die Bronzemedaille war 35 Minuten lang. Die Wellen erreichten eine Höhe von bis zu 1,80 Meter.
| Rang | Athlet              | Nation     | Wellen | Wellen | Wellen | Wellen | Wellen | Wellen | Wellen | Wellen | Wellen | Ergebnis |
| Rang | Athlet              | Nation     | 1      | 2      | 3      | 4      | 5      | 6      | 7      | 8      | 9      | Ergebnis |
| ---- | ------------------- | ---------- | ------ | ------ | ------ | ------ | ------ | ------ | ------ | ------ | ------ | -------- |
| 3    | Johanne Defay [2]   | Frankreich | 0,20   | 5,83   | 5,27   | 5,57   | 0,53   | 6,83   | 0,50   | 0,70   | 4,17   | 12,66    |
| 4    | Brisa Hennessy [15] | Costa Rica | 3,00   | 1,50   | 1,93   |        |        |        |        |        |        | 4,93     |

#### Finale
Das Duell um die Goldmedaille war 35 Minuten lang. Die Wellen erreichten eine Höhe von bis zu 2,40 Meter.
| Rang | Athlet                  | Nation             | Wellen | Wellen | Wellen | Wellen | Wellen | Ergebnis |
| Rang | Athlet                  | Nation             | 1      | 2      | 3      | 4      | 5      | Ergebnis |
| ---- | ----------------------- | ------------------ | ------ | ------ | ------ | ------ | ------ | -------- |
| 1    | Caroline Marks [9]      | Vereinigte Staaten | 0,50   | 7,50   | 1,43   | 3,00   | 2,00   | 10,50    |
| 2    | Tatiana Weston-Webb [1] | Brasilien          | 0,33   | 0,43   | 5,83   | 1,80   | 4,50   | 10,33    |